# 藤原まつり
藤原まつり（ふじわらまつり）は、岩手県西磐井郡平泉町で毎年5月と11月に開催される奥州藤原氏の祭りである。
藤原まつりには、春の藤原まつりと、秋の藤原まつりがある。

## 春の藤原まつり
春の藤原まつりは、例年5月1日から5日までの5日間開催される。中尊寺や毛越寺で藤原四代の追善法要、稚児行列、開山護摩法要、郷土芸能、能や狂言の奉納が行われ、最終日には武蔵坊弁慶に因んで巨大な餅を抱えて運ぶ力自慢の競技会「弁慶力餅競技大会」が平泉駅前で開催される。特に有名なのが、ゴールデンウィーク中の5月3日に開催される「源義経公東下り行列」である。
2011年は、東北地方太平洋沖地震が発生したことを考慮し、東下り行列をはじめとする5つの行事の中止が発表された。
2020年3月26日、新型コロナウイルス感染症の拡大を受け、平泉観光協会はこの年の春の藤原まつりの開催中止を決定した。
2022年3月29日、新型コロナウイルス感染症の感染対策を徹底した上で春の藤原まつりの通常開催を決定。5月3日には3年ぶりとなる源義経公東下り行列も行われた。

### 源義経公東下り行列
源義経公東下り行列（みなもとのよしつねこうあずまくだりぎょうれつ）は、義経主従が兄である源頼朝の追討から逃れて平泉に辿り着いた時、藤原秀衡や地元民に歓迎された故事に倣ったもので、総勢約100名の参加者で平安絵巻を再現する。午前中に藤原秀衡公出迎行列が中尊寺坂下を出発し、一行が昼過ぎに毛越寺へ到着すると大泉が池で「義経公ねぎらいの場」が再現される。午後1時30分頃に毛越寺を出発した本行列は午後3時過ぎに中尊寺金色堂へ到着し奉拝する。
一行は地元の名士などが務めるが、義経公役は1973年頃から若い俳優・タレントなどの男性芸能人が務めており、東下り行列の知名度が定着して以降は沿道に例年16万人から18万人程の見物客が訪れる。特に2005年に行われた東下り行列には、当時放送中のNHK大河ドラマ『義経』で主演を務めていた滝沢秀明が参加したことで話題を集め、過去最高の観光客（当時の報道では25万人とも28万人とも報じられた）が訪れた。東下り行列の模様はNHKを含めた各テレビ局のニュース番組で取り上げられた。滝沢以外に、直近の大河ドラマで源義経役を演じた俳優が義経公に扮した例は、1973年の志垣太郎（新・平家物語）、1980年の国広富之（草燃える）がある。
2020年に予定され、コロナ禍の延期により2022年に開催（再開）となった伊藤健太郎の参加時には、24万人という2番目の集客数を記録した。

### 歴代主要役出演者
源義経公東下り行列で義経公・秀衡公・北の方・弁慶役を務めた人物は次の通りである。
| 回       | 開催年             | 義経公         | 秀衡公         | 北の方       | 弁慶                 |
| 1        | 1955年（昭和30年） | 南洞頼教       | 三橋石雄       | 三橋寿恵     | 佐々木良作           |
| 2        | 1956年（昭和31年） | 千葉仁一       | 本間真教       | 上野桂子     | 佐々木良作・千田秀松 |
| 3        | 1957年（昭和32年） | 小野不二朗     | 千葉雄亮       | 佐々木栄子   | 佐々木良作           |
| 4        | 1959年（昭和34年） | 佐々木賢宥     | 本間真教       | 菅野洋子     | 佐々木良作           |
| 5        | 1961年（昭和36年） | 菅原信夫       | 佐々木実高     | 三浦階子     | 佐々木良作           |
| 6        | 1963年（昭和38年） | 千葉幸四郎     | 佐々木智秀     | 二宮清子     | 佐々木良作           |
| 7        | 1966年（昭和41年） | 北嶺澄仁       | 菅原清蔵       | 及川和恵     | 佐々木良作           |
| 8        | 1968年（昭和43年） | 千葉庄悦       | 千田慶蔵       | 千葉すみ子   | 佐々木良作           |
| 9        | 1969年（昭和44年） | 佐々木慎宥     | 松岡淳七       | 佐々木真佐恵 | 佐々木良作           |
| 10       | 1970年（昭和45年） | 伊藤孝雄       | 西洞一郎       | 佐々木東子   | 佐々木良作           |
| 11       | 1971年（昭和46年） | 小松代睦雄     | 佐々木良作     | 菅原りつ子   | 千田秀松             |
| 12       | 1972年（昭和47年） | 大船渡         | 田野崎文人     | 浅利京子     | 岩渕忠男             |
| 13       | 1973年（昭和48年） | 志垣太郎       | 小野寺喜得     | 南洞やす子   | 梨子洋一             |
| 14       | 1974年（昭和49年） | 花丘圭二       | 菅原栄治       | 菅原祥子     | 新宅強一             |
| 15       | 1975年（昭和50年） | 三ツ木清隆     | 橋本八百二     | 竹本良子     | 鍵市信夫             |
| 16       | 1976年（昭和51年） | 新沼謙治       | 泉信太郎       | 鈴木弘子     | 石原隆雄             |
| 17       | 1977年（昭和52年） | 佐藤佑介       | 小野寺勇基     | 鈴木由美子   | 荒井善一             |
| 18       | 1978年（昭和53年） | 阿部周二       | 蜂谷寛         | 佐々木紀久子 | 高橋澄               |
| 19       | 1979年（昭和54年） | 加納竜         | 小野寺文雄     | 達谷窟尚子   | 玉置雅男             |
| 20       | 1980年（昭和55年） | 国広富之       | 小関和一       | 上野ひろ子   | 千葉信夫             |
| 21       | 1981年（昭和56年） | 広岡瞬         | 東海林喜代太郎 | 千葉裕子     | 菅原正               |
| 22       | 1982年（昭和57年） | 井上純一       | 高橋八介       | 高橋容子     | 高橋勝郎             |
| 23       | 1983年（昭和58年） | 新田純一       | 三好京三       | 伊藤幸江     | 糸川清一郎           |
| 24       | 1984年（昭和59年） | 松田洋治       | 及川舜一       | 本間公江     | 新井田剛芳           |
| 25       | 1985年（昭和60年） | 三波豊和       | 八重樫金十郎   | 穂積佳穂子   | 阿部清               |
| 26       | 1986年（昭和61年） | 川野太郎       | 中村直         | 千葉恵美子   | 柏木多美男           |
| 27       | 1987年（昭和62年） | 村上弘明       | 小野尚志       | 佐々木郁代   | 佐々木一嘉           |
| 28       | 1988年（昭和63年） | 橋爪淳         | 佐々木秀一     | 中務宏美     | 工藤典男             |
| 29       | 1989年（平成元年） | 坂上忍         | 小野寺軍蔵     | 高田千晶     | 沢松治               |
| 30       | 1990年（平成2年）  | 新藤栄作       | 久慈吉野右衛門 | 宮沢悌子     | 里見庫男             |
| 31       | 1991年（平成3年）  | 山本陽一       | 河野逸平       | 鈴木比呂子   | 細川亨               |
| 32       | 1992年（平成4年）  | 倉田てつを     | 大治浩之輔     | 鈴木久美子   | 須田利治             |
| 33       | 1993年（平成5年）  | 稲垣吾郎       | 岩城光英       | 千葉由美子   | 竹田高利             |
| 34       | 1994年（平成6年）  | 林泰文         | 及川勉         | 舟生由美子   | 阿部洋司             |
| 35       | 1995年（平成7年）  | 宮下直紀       | 本木正幸       | 瀬川直子     | 阿部正人             |
| 36       | 1996年（平成8年）  | 池谷幸雄       | 望月茂         | 畠山深雪     | 小岩謙一             |
| 37       | 1997年（平成9年）  | 羽賀研二       | 堀口治五右衛門 | 関口智子     | 佐々木邦夫           |
| 38       | 1998年（平成10年） | 野々村真       | 穂積昭慈       | 朝田美佳     | 松井角平             |
| 39       | 1999年（平成11年） | 藤原竜也       | 小野寺龍巳     | 千葉奈津     | 佐藤一巳             |
| 40       | 2000年（平成12年） | 妻夫木聡       | 村田源一朗     | 原田久美子   | 宇部和彦             |
| 41       | 2001年（平成13年） | 山崎裕太       | 菊池昭雄       | 千葉奈緒実   | 佐藤勝二             |
| 42       | 2002年（平成14年） | 斉藤祥太       | 中野士朗       | 永畠幸恵     | 鈴木喜               |
| 43       | 2003年（平成15年） | 須賀貴匡       | 増田寛也       | 立山詔子     | 舞石吉則             |
| 44       | 2004年（平成16年） | 石垣佑磨       | 東島末起       | 関宮広恵     | 五嶋徳行             |
| 45       | 2005年（平成17年） | 滝沢秀明       | 永野勝美       | 浜口順子     | 大桃大介             |
| 46       | 2006年（平成18年） | 賀集利樹       | 内田鉄夫       | 貞平麻衣子   | 矢萩幸雄             |
| 47       | 2007年（平成19年） | 中尾明慶       | 佐藤義正       | 南洞星子     | 三浦大               |
| 48       | 2008年（平成20年） | 木村了         | 小塚逸夫       | 小岩愛真     | 高橋富雄             |
| 49       | 2009年（平成21年） | 五十嵐隼士     | 大石満雄       | 佐々木彩衣   | 佐々木親憲           |
| 50       | 2010年（平成22年） | 内田朝陽       | 宇部貞宏       | 千葉彩       | 水野生一             |
| （中止） | 2011年（平成23年） | 石黒英雄       | （未定）       | （未定）     | （未定）             |
| 51       | 2012年（平成24年） | 溝端淳平       | 達増拓也       | 千葉恵       | 泉清                 |
| 52       | 2013年（平成25年） | 平岡祐太       | 田沼征彦       | 八重樫沙千   | 村上耕一             |
| 53       | 2014年（平成26年） | 山本裕典       | 勝部修         | 千葉亜也     | 千葉智充             |
| 54       | 2015年（平成27年） | 吉沢亮         | 高橋真裕       | 二宮彩乃     | 小山裕貴             |
| 55       | 2016年（平成28年） | 高杉真宙       | 山﨑孝明       | 小野寺香菜   | 泉清                 |
| 56       | 2017年（平成29年） | 横浜流星       | 藤澤利憲       | 蕎麦田さやか | 乳井隆明             |
| 57       | 2018年（平成30年） | 磯村勇斗       | 西村専次       | 松田美穂     | 千葉幸八             |
| 58       | 2019年（令和元年） | 田口淳之介     | 野田武則       | 住本結花     | 小野寺宏眞           |
| （中止） | 2020年（令和2年）  | （伊藤健太郎） | （未定）       | （未定）     | （未定）             |
| （中止） | 2021年（令和3年）  | （未定）       | （未定）       | （未定）     | （未定）             |
| 59       | 2022年（令和4年）  | 伊藤健太郎     | 小野寺美登     | 川島有貴     | 梅村次彦             |
| 60       | 2023年（令和5年）  | 犬飼貴丈       | 佐藤仁         | 小野寺香乃   | 真砂充敏             |
| 61       | 2024年（令和6年）  | 寺田心         | 佐藤智         | 佐々木杏里   | 須田光宏             |
| 62       | 2025年（令和7年）  | 尾崎匠海       | 菅原茂         | 桑島華子     | 金澤英治             |

## 秋の藤原まつり
秋の藤原まつりは、10月20日から11月15日まで開催される「中尊寺菊まつり」と併せて例年11月1日から3日までの3日間開催される。1日目は、藤原四代の公追善法要（中尊寺）と公報恩法要（毛越寺）、他に稚児行列や郷土芸能などが行われる。
2日目は中尊寺と毛越寺で郷土芸能が催され、3日目は郷土芸能の他、中尊寺における能や狂言の奉納、毛越寺では浄土庭園で「延年の舞」が披露される。